# 제이다 핑킷 스미스
제이다 핑킷 스미스(영어: Jada Pinkett Smith, IPA: [dʒeɪdə ˌpɪŋkɨt ˈsmɪθ], 1971년 9월 18일 ~ )는 미국의 배우, 성우, 싱어송라이터, 사업가이다. 1991년 TV 드라마 《진실된 모습》(True Colors)에서 단역으로 나오면서 연기를 시작했고, 1996년 에디 머피 주연의 영화 《너티 프로페서》에서 머피의 상대역으로 출연하면서 널리 알려졌다. 대표적인 영화 출연작으로 《사회에의 위협》(1993), 《스크림 2》(1997), 《매트릭스 2: 리로디드》(2003), 《매트릭스 3: 레볼루션》(2003) 등이 있다. 《마다가스카》 시리즈와 《모노노케 히메》(1997)에서는 성우로도 활약하였다.
1997년에 배우 윌 스미스와 결혼하였으며, 윌로 스미스, 제이든 스미스 두 남매를 낳았다. 또 윌 스미스의 전처의 아들인 트레이 스미스의 계모가 된다.

## 출연 작품

### 영화
| 연도 | 제목                                                              | 역할          | 비고        |
| ---- | ----------------------------------------------------------------- | ------------- | ----------- |
| 1993 | 사회에의 위협 Menace II Society                                   | 로니          |             |
| 1994 | 잉크웰 The Inkwell                                                | 로런 켈리     |             |
| 1994 | 제이슨가의 초상 Jason's Lyric                                     | 리릭          |             |
| 1994 | 와일드 블랙 A Low Down Dirty Shame                                | 피치스        |             |
| 1995 | 크리프트 스토리: 데몬 나이트 Demon Knight                         | 제릴린        |             |
| 1996 | 너티 프로페서 The Nutty Professor                                 | 칼라 퍼티     |             |
| 1996 | 더 월 If These Walls Could Talk                                   | 패티          |             |
| 1996 | 셋 잇 오프 Set It Off                                             | 리다 뉴섬     |             |
| 1997 | 스크림 2 Scream 2                                                 | 모린 에번스   | 카메오      |
| 1997 | 모노노케 히메 Princess Mononoke                                   | 도키          | 목소리 출연 |
| 1998 | 우 Woo                                                            | 달린          |             |
| 1998 | 꽃과 장막 Blossoms and Veils                                      | 레이븐        | 단편 영화   |
| 1998 | 리턴 투 파라다이스 Return to Paradise                             | 엠제이        |             |
| 2000 | 뱀부즐리드 Bamboozled                                             | 슬론 호킨스   |             |
| 2001 | 킹덤 컴 Kingdom Come                                              | 체리스 슬로컴 |             |
| 2001 | 알리 Ali                                                          | 소니          |             |
| 2003 | 매트릭스 2: 리로디드 The Matrix Reloaded                          | 나이오비      |             |
| 2003 | 매트릭스 3: 레볼루션 The Matrix Revolutions                       | 나이오비      |             |
| 2004 | 콜래트럴 Collateral                                               | 애니 패럴     |             |
| 2005 | 마다가스카 Madagascar                                             | 글로리아      | 목소리 출연 |
| 2007 | 레인 오버 미 Reign Over Me                                        | 저닌 존슨     |             |
| 2008 | 내 친구의 사생활 The Women                                        | 알렉스 피셔   |             |
| 2008 | 마다가스카 2 Madagascar: Escape 2 Africa                          | 글로리아      | 목소리 출연 |
| 2008 | 휴먼 컨트랙트 The Human Contract                                  | 리타          |             |
| 2012 | 마다가스카 3: 이번엔 서커스다! Madagascar 3: Europe's Most Wanted | 글로리아      | 목소리 출연 |
| 2015 | 매직 마이크 XXL Magic Mike XXL                                    |               |             |
| 2021 | 매트릭스: 리저렉션 The Matrix Resurrections                       | 나이오비      |             |
| 미정 | 나이브스 아웃 2 Knives Out 2                                      |               |             |

### 텔레비전
| 연도      | 제목                             | 역할            | 비고          |
| --------- | -------------------------------- | --------------- | ------------- |
| 1990      | 진실된 모습 True Colors          | 베벌리          | 단역          |
| 1990      | 모의 세계 Moe's World            | 내털리          | 텔레비전 영화 |
| 1991      | 21 점프 스트리트 21 Jump Street  | 니콜            | 단역          |
| 1991      | 천재소년 두기 Doogie Howser, M.D | 트리시 앤드루스 | 단역          |
| 1991-1993 | 별천지 A Different World         | 리나 제임스     | 조연          |
| 2009-2011 | 호손 Hawthorne                   | 크리스티나 호손 | 주연          |
| 2014      | 고담 Gotham                      | 피시 무니       | 주연          |